# Шишов Іван Петрович
Шишов Іван Петрович — російський композитор, педагог, критик. Народився 26 вересня (за новим стилем — 8 жовтня) 1888 року у Новочеркаську. Помер 6 лютого 1947 року у Москві. Найвідоміший твір — історична опера «Тупейний художник» (за творами Лєскова) — став чи не найпершою радянською оперою, хоча в ній відчувається могутній вплив Чайковського та композиторів и «Могутньої купки».
Автор музики до українських кінокартин:
- «Я люблю» (1936),
- «Директор» (1938).